# Aquília Severa

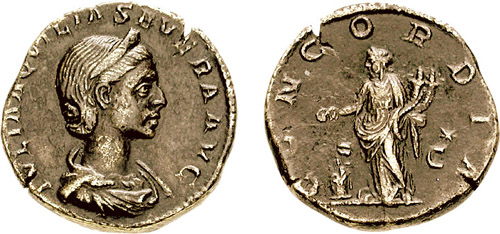
Júlia Aquília Severa, en una moneda on també surt representada la deessa Concòrdia amb una pàtera i dues cornucòpies.

Júlia Aquília Severa (en llatí Julia Aquilia Severa) va ser la segona (220-221) i quarta (221-222) muller de l'emperador romà Elagàbal. Formava part de la gens Aquíl·lia, una família romana d'origen patrici i plebeu.
Severa era una verge vestal, i com a tal, les seves noces amb Elagàbal el 220 van ser la causa de molt d'enrenou. Tradicionalment, el càstig per trencar el vot de celibat de trenta anys que les vestals feien, era la mort. S'ha dit que Elagàbal va prendre Severa per muller per raons religioses, ja que ell era un seguidor del culte oriental del déu sol El-Gabal (de fet, n'era el seu sacerdot suprem), i en casar-se amb ella tenia un segon significat d'unió del seu déu amb la deessa romana Vesta.
Malgrat tot, ambdós casaments van ser considerats il·lícits poc després, probablement per mediació de Júlia Mesa, l'àvia d'Elagàbal, i qui l'havia posat al tron imperial. L'emperador tot seguit es va casar amb Ànnia Faustina, una elecció que es va considerar més encertada. Elagàbal, però, no va trigar gaire temps a divorciar-se de la seva nova esposa i va tornar a viure amb Severa, sota el pretext que el divorci havia estat invàlid. Es creu que Severa va estar-se amb Elagàbal fins que ell va ser assassinat l'any 222. No es creu que la parella hagués tingut cap fill.
L'opinió de Severa sobre aquest afer no es coneix prou bé. Algunes fonts diuen que va ser forçada a prendre Elagàbal per marit contra la seva voluntat, mentre que d'altres van encara més lluny i diuen que la va violar. Tot i això, se sap que moltes de les històries que envolten Elagàbal van ser exagerades pels seus enemics i per la història posterior, de manera que no hi ha cap certesa que res d'això passés. No és clar si Elagàbal sentia alguna cosa per Severa, o si el matrimoni era més aviat simbòlic, ja que sembla que Elagàbal era o homosexual o bisexual, i l'historiador Cassi Dió narra que va tenir una relació més estable amb el seu esclau Hièrocles que amb qualsevol de les seves esposes.